# 威廉·拉姆齐
威廉·拉姆齐爵士，KCB（英語：Sir William Ramsay，1852年10月2日—1916年7月23日），英国化学家，1904年诺贝尔化学奖获得者。

## 早期经历
威廉·拉姆齐1852年出生于格拉斯哥。其叔父安德鲁·拉姆齐是一位地质学家。
威廉·拉姆齐从格拉斯哥学院毕业后，进入格拉斯哥大学，期间师从化学家托马斯·安德森。后来又到德国图宾根大学，在另一位化学家威廉·鲁道夫·菲蒂希的指导下完成博士论文（Investigations in the Toluic and Nitrotoluic Acids）。博士毕业后，他回到格拉斯哥，在安德森学院担当托马斯·安德森的助手。1879年，拉姆齐被布里斯托尔大学任命为化学教授。1881年，他与玛格丽特·布坎南（Margaret Buchanan）结婚。

## 学术研究
1887年起，威廉·拉姆齐到伦敦大学学院担任化学系主任。他一生最著名的研究成果正是出自这一时期。1885年至1890年间，他发表了几篇关于氮氧化物的重要论文。这些研究为他后来更杰出的成果奠定了基础。
1894年4月19日傍晚，拉姆齐参加了瑞利举办的一个讲座。瑞利此前发现用亚硝酸铵分解法得到的氮气与从空气中提取到的“氮气”具有不同的密度。瑞利与拉姆齐讨论后决定共同探索这一现象的原因。他们立即在各自的实验室里对此展开研究，并几乎每天保持联络，互相通报工作的进展情况。同年8月，拉姆齐和瑞利宣布发现氩元素。1895年，他从钇铀矿中分离出氦，证明了这种之前仅被法国天文学家皮埃尔·让森在太阳光谱中观测到的元素在地球上也存在。随后的几年，拉姆齐又相继发现了氖、氪和氙。1903年，他与弗雷德里克·索迪合作在镭放射中探测到氦。1910年，他与罗伯特·怀特洛-格雷一起分离出氡，并测定其密度为已知气体中最高。
1904年，因为“发现空气中的惰性气体元素，并确定它们在元素周期表中的位置”，威廉·拉姆齐被授予诺贝尔化学奖。

## 生活

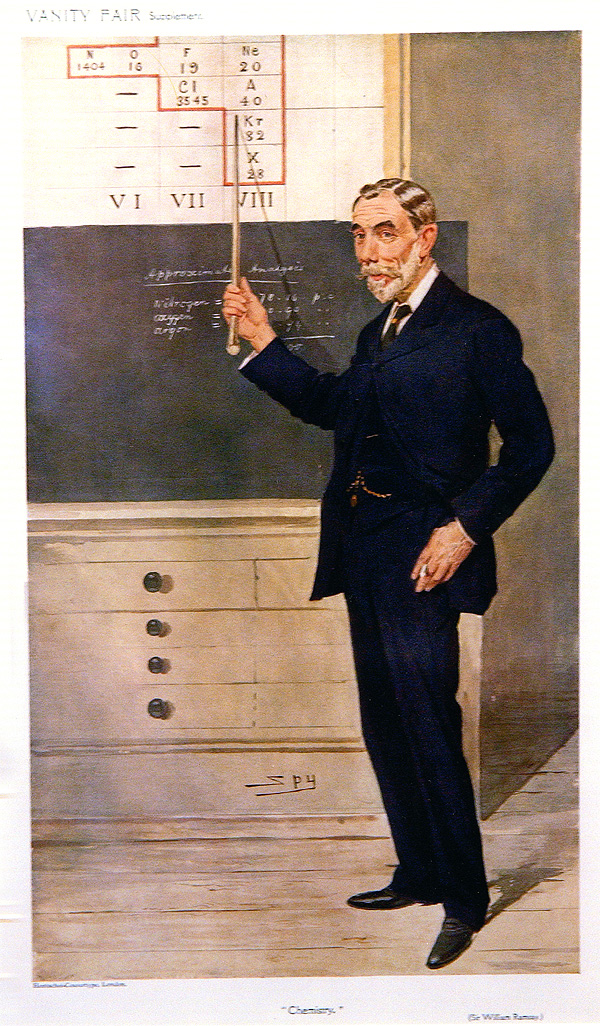
《名利场》杂志上的拉姆齐漫画

威廉·拉姆齐居住在白金汉郡的海威科姆，直至1916年7月23日因鼻癌去世。海威科姆有一所建于1976年的中学为纪念威廉·拉姆齐而被命名为“威廉·拉姆齐爵士中学”。

## 紀念
2019年10月2日，為了紀念拉姆齊167歲誕辰，搜尋引擎谷歌於首頁推出Google塗鴉來紀念。